# Scuticaria steelei
Scuticaria steelei là một loài lan bản địa của miền nam tropical America. Đây là loài điển hình của chi Scuticaria.